# Personaggi di Frankenstein
Quello che segue è un elenco dei personaggi del romanzo Frankenstein di Mary Shelley, con alcuni riferimenti alle opere cinematografiche che ad esso ispirate ed ai loro interpreti.

## Victor Frankenstein
Victor Frankenstein nasce nel Settecento a Napoli, figlio di Alphonse, un influente uomo politico ginevrino, appartenente a una ricca e antica casata nobiliare, e di Caroline Beaufort Frankenstein, a sua volta figlia di un vecchio amico di Alfonso Frankenstein, un tempo ricco uomo d'affari poi caduto in disgrazia, e morto in solitudine
Victor ha due fratelli minori, Ernest e William. Elizabeth Lavenza invece vien adottata durante un viaggio in Italia; infatti ella, orfana di madre, era stata affidata a una coppia di contadini e, dopo la morte del padre, un nobile milanese, rimase a vivere con la coppia e i loro figli, purtroppo in condizioni misere. Fin da bambino, Victor manifesta attrazione per la scienza fisica e naturale, studiando la corrente elettrica, la biologia e la medicina. Quasi adulto, rimane traumatizzato per la morte di scarlattina della madre, infettata mentre curava Elisabeth. Da questo momento, Victor comprende di dover dedicare la sua vita alla ricerca scientifica, e dai testi di Paracelso, Cornelio Agrippa e Alberto Magno, deduce per primo la possibilità di creare un uomo artificiale a cui può conferire determinate caratteristiche quali la lunga vita, la grande intelligenza e la salute perfetta.
Studiando in Germania insieme all'amico Henry Clerval, stringe amicizia con i dotti docenti Krempe e Waldman, dai quali impara i segreti della scienza. Cucendo pezzi di cadavere attentamente scelti, crea un mostro orripilante, che abbandona a sé stesso. Esso però lo perseguita, preso dalla sete di vendetta e da una sincera disperazione per essere stato lasciato da solo quando proprio necessitava di una guida. La creatura colpisce il proprio creatore uccidendone prima i fratelli, poi il padre, l'amata Elisabeth che aveva appena sposato, e l'amico Clerval.
Solo e derelitto, Victor Frankenstein viene spinto dal proprio mostro fino ai geli inesplorati del Polo Nord, dove viene recuperato, ormai morente e sfinito dalle fatiche, dall'esploratore Robert Walton. La sua morte getta nella disperazione il mostro, il quale prova un senso di colpa per avere rovinato anche la sua vita, dopo quelle delle precedenti vittime, e giura di darsi la morte.

### Interpretazioni
Victor Frankenstein è stato impersonato da:
- Augustus Phillips nel film Frankenstein di J. Searle Dawley (1910)
- Peter Cushing nel film La maschera di Frankenstein (1957) e in altri cinque film del ciclo della Hammer Film Productions
- Raúl Juliá nel film Frankenstein oltre le frontiere del tempo (1990)
- Kenneth Branagh nel film Frankenstein di Mary Shelley (1994)
- Alec Newman in Frankenstein (miniserie) (2004)
- David Anders in Once Upon a Time (2012)
- Aden Young in I, Frankenstein (2014)
- James McAvoy in Victor - La storia segreta del dott. Frankenstein (2015)

## La Creatura

Il mostro di Frankenstein nell'interpretazione di Nick Brimble nel film Frankenstein oltre le frontiere del tempo (1990) di Roger Corman

Il personaggio del mostro del romanzo Frankenstein, o il moderno Prometeo è stato "creato" dal dottor Frankenstein mettendo assieme pezzi di cadaveri da lui stesso trafugati nella notte al cimitero, e per il quale deliberatamente Victor non rivela con quali mezzi gli ha dato la vita. Egli ha una forza sovrumana e resiste bene al freddo intenso, ma è una creatura informe, poco loquace e con il terrore del fuoco; la sua pelle è giallastra e a malapena copre il lavorio sottostante dei muscoli e delle arterie, i suoi denti di un bianco perlaceo e i suoi capelli folti e di un nero lucido. Siamo in Svizzera e il mostro fugge notte tempo al suo creatore e a lungo vive in una capanna presso una fattoria, osservando i suoi abitanti e imparando a leggere i loro libri. Immediatamente rifiutato dagli uomini per il suo aspetto finisce con il detestarli. Commette il suo primo omicidio accidentalmente e la sua prima vittima è proprio il fratellino di Victor, William (Guglielmo per la versione italiana). Ma di questo viene incolpata e portata a morte per impiccagione, dopo giusto processo, la giovane Giustina Moritz.
La creatura (che solo in seguito verrà riconosciuta semplicemente con il nome del suo creatore Frankenstein), confessa l'omicidio a Victor (infatti nel frattempo ha imparato a parlare in francese) e chiede che gli "crei" una compagna. In un primo momento Victor acconsente, ma poi la distrugge prima di darle vita. Victor fugge in Irlanda accusato dell'omicidio di Clerval (in realtà seconda vittima del mostro), torna in Svizzera e sposa Elizabeth, in seguito terza vittima della creatura.
Decide di affrontare un viaggio al Polo Nord e qui sbarazzarsi definitivamente del mostro, ma non riesce nel suo intento, quindi il romanzo finisce con il mostro che, pentitosi dei suoi omicidi, chiede la morte come panacea del suo dolore.

### Le sue vittime
1. Victor Frankenstein
2. Henry Clerval
3. Elizabeth Lavenza Frankenstein
4. Justine
5. William Frankenstein

### Interpretazioni
Tra le innumerevoli interpretazioni del mostro segnaliamo.
- Charles Ogle nel film Frankenstein di J. Searle Dawley (1910) - il primo Mostro di Frankenstein dello schermo, film per cui curò anche il suo trucco
- Boris Karloff in Frankenstein (1931) e altri due film della Universal
- Christopher Lee in La maschera di Frankenstein (1958) primo film del ciclo della Hammer Film Productions
- Peter Boyle in Frankenstein Junior (1974)
- Robert De Niro in Frankenstein di Mary Shelley (1994)
- Aaron Eckhart in I, Frankenstein (2014)

## Caroline Beaufort Frankenstein
Caroline Beaufort è l'unica figlia di un potente commerciante di Ginevra, che però cade in disgrazia e miseria, e si ritira nella cittadina di Lucerna. Alphonse Frankenstein, un potente uomo politico di Ginevra amico del signor Beaufort, dopo una lunga ricerca lo ritrova, ma ormai l'amico, che ha vissuto dieci mesi di miseria, è malato, e muore in pochi mesi.
Caroline sposa Frankenstein, cui dà tre figli: Victor, Ernesto e Guglielmo. In visita a una coppia di contadini fa la conoscenza di Elizabeth Lavenza, orfana di madre e affidata ai due dal padre, un nobile milanese: giorni dopo Caroline pensa di adottarla e la cresce nel maniero dei Frankenstein come se fosse figlia sua, con il piacere di tutta la famiglia. Un giorno però Elizabeth si ammala di scarlattina, e contagia Carolina, che muore in poco tempo, riferendo ai figli che lei e il marito pensavano di combinare il matrimonio della figlia adottiva con Victor. La sua morte sconvolge Victor Frankenstein al punto da spingerlo a studiare le scienze per creare un essere umano perfetto dotato di grande salute, lunga vita e somma intelligenza.

### Interpretazioni
Il personaggio di Caroline è stato impersonato da:
- Cherie Lunghi in Frankenstein di Mary Shelley (1994) - Nel film, a differenza del romanzo, Caroline muore mentre mette al mondo il figlio Guglielmo.
- Julie Delpy in Frankenstein (miniserie) (2004)

## Alphonse Frankenstein
Alphonse Frankenstein appartiene a una nobile e facoltosa casata di Ginevra, in Svizzera. È un influente uomo politico di tutto il cantone, come molti suoi antenati. In tarda età sposa Caroline Beaufort, la figlia di un suo amico mercante caduto in disgrazia. Dalla moglie ha tre figli, Victor, Ernesto e Guglielmo.
Alla morte della sorella minore, accoglie nella sua casa Elizabeth Lavenza, il cui padre ha deciso di risposarsi. Accoglie come badante la giovane Giustina Moritz, orfana di padre e tiranneggiata dalla madre. Perde la moglie a causa della scarlattina, trasmessale da Elisabeth. Più tardi, quando il figlio Victor ha studiato in Germania biologia e medicina, creando segretamente un mostro rianimato da pezzi di carne morta, Alfonso perde violentemente il figlio Guglielmo, per colpa della creatura infuriata.
Successivamente, l'amico di Victor, Henry Clerval, viene assassinato, e lo stesso Victor viene sospettato, ma Alfonso lo fa uscire di prigione grazie alla propria influenza di uomo politico. Alla morte di Elizabeth, e al che Victor gli racconta tutta la verità, però, cade nella sofferenza estrema, e si lascia morire.

### Interpretazioni
Il personaggio è stato impersonato nei film da:
- Ian Holm in Frankenstein di Mary Shelley (1994) - Nel film, a differenza del romanzo, Alfonso Frankenstein viene presentato come un medico, e viene ucciso dal mostro creato dal figlio.

## Elizabeth Lavenza
Elizabeth Lavenza è figlia di un gentiluomo italiano di Milano ed originariamente della sorella di Alphonse, quindi è la cugina di Victor; alla morte prematura della donna il marito, volendosi risposare, scrive una lettera chiedendo ai genitori di Victor di adottare la nipote, sorte che in realtà era accaduta proprio all’autrice, che fu allevata dagli zii. Da piccola il padre, volendosi risposare, la affida alla famiglia Frankenstein, che la accoglie nel proprio maniero di Ginevra.
In seguito a rivisitazioni in edizioni successive al 1831 scompare il fatto che sia la cugina: diviene figlia di una donna tedesca che morì nel darla alla luce e di un nobile milanese, incarcerato per le sue idee politiche, i cui averi erano stati confiscati e del quale si erano perse notizie; viene adottata da due contadini vivendo per un po' insieme ai figli di questi; quindi notata da Carolina Frankenstein che è passata con Victor in visita alla coppia e adottata dai Frankenstein su idea di Carolina, con molto piacere di tutti i nuovi familiari. Nella versione filmica di Kenneth Branagh invece i genitori sono morti di scarlattina. 
Anni dopo si innamora di Victor, a cui Caroline e Alphonse volevano fidanzarla, e diviene amica di Henry Clerval e Giustina Moritz. Quando contrae la scarlattina, la zia, Caroline Beaufort Frankenstein, si prende cura di lei, ma viene infettata e in breve muore. Questo avvenimento spinge il figlio Victor a creare la vita perfetta tramite un individuo da lui plasmato, non facendo parola alla famiglia del proprio lavoro. Più tardi, quando Justine è accusata di aver ucciso Guglielmo, Elizabeth è una dei pochi insieme a Victor a non credere all'accusa. 
Due anni dopo Elizabeth ottiene il consenso di sposare l'amato Victor, ma la sera delle nozze viene uccisa dal mostro creato dalle sue orripilanti ricerche segrete. Nel film di Branagh poi Victor riesce a risuscitarla, con lo stesso procedimento usato per creare il mostro, la donna ricorda la propria vita precedente, ma alla vista del mostro e di sé stessa in uno specchio, capisce di aver un aspetto orribile e si suicida con una lampada a petrolio accesa, dando fuoco a tutta la casa dei Frankenstein. 

### Interpretazioni
- Mary Fuller in Frankenstein di J. Searle Dawley (1910)
- Mae Clarke in Frankenstein (1931)
- Madeline Kahn in Frankenstein Junior (1974)
- Catherine Rabett in Frankenstein oltre le frontiere del tempo (1990)
- Helena Bonham Carter in Frankenstein di Mary Shelley (1994) - Nel film contrariamente al romanzo della Mary Shelley, alla sua morte Victor Frankenstein la resuscita cucendo le sue carni con quelle della defunta Giustina Moritz, ma lei si dà nuovamente la morte dandosi fuoco con una lampada ad olio.
- Nicole Lewis in Frankenstein (miniserie) (2004)
- Virginie Le Brun in I, Frankenstein (2014)

## Henry Clerval
Henry Clerval è figlio di un facoltoso mercante, amico della famiglia Frankenstein. Appassionato di letteratura e lingue antiche, segue a Ingolstadt l'amico Victor Frankenstein, studiando le lingue antiche quali il greco, il latino e il Sanscrito.
Viene ucciso dal mostro che Victor ha segretamente creato con le sue ricerche biologiche, e della sua morte viene sospettato lo stesso amico Victor.

### Interpretazioni
- Tom Hulce nel film Frankenstein di Mary Shelley. Nel film Clerval non resta ucciso, e studia per diventare medico, associandosi a Victor, a cui fa da testimone di nozze con Elizabeth Lavenza.

## Giustina Moritz
Giustina Moritz (Justine Moritz nell'originale) è la terza di quattro figli in una famiglia modesta della città di Ginevra, in Svizzera. Prediletta dal padre, è odiata dalla madre. Quando il padre muore, madame Caroline Beaufort Frankenstein convince la madre a mandare la ragazza a vivere da loro come badante.
Presso la nuova famiglia viene trattata con rispetto, impara alla svelta i suoi doveri di domestica, e stringe legami amichevoli con Elizabeth Lavenza. Quando i suoi fratelli muoiono uno per uno, ritorna a vivere dalla madre finché non muore anche lei.
Quando il mostro creato da Victor Frankenstein uccide il piccolo Guglielmo, ultimo figlio di Alfonso Frankenstein, lei aiuta nelle ricerche e ripara in una casetta a dormire. Il mostro la vede, capisce che lei non lo amerà mai e, preso il ciondolo che Guglielmo indossava, lo infila nella tasca di Giustina incastrandola per l'omicidio del ragazzino. Della sua colpevolezza dubitano solo Elizabeth e Victor. Condotta in prigione, viene dichiarata colpevole nonostante il proprio racconto, e condannata a morte davanti a Victor che non riesce a difenderla non potendo raccontare di aver creato il mostro e quindi di dubitare della colpevolezza di lei. 

### Interpretazioni
- Catherine Corman nel film Frankenstein oltre le frontiere del tempo (1990) - Figlia del regista del film Roger Corman
- Trevyn McDowell nel film Frankenstein di Mary Shelley (1994)

## Professor Waldman
Ispirato alla figura di Humphry Davy, il professor Waldman insegna discipline scientifiche e mediche all'università di Ingolstadt, e instaura buoni rapporti con il giovane allievo Victor Frankenstein, insieme al suo importante collega, il professor Krempe. Waldman giura che Frankenstein sia il suo migliore allievo, e gli attesta i migliori voti.

### Interpretazioni
- Edward Van Sloan in Frankenstein (1931)
- John Cleese in Frankenstein di Mary Shelley (1994) - Nel film Waldman ha un ruolo più ampio, sebbene in contrasto con le vicende del libro: egli infatti risulterebbe il primo ad aver creato un mostro cucito e rianimato da pezzi di cadavere, invando perché il mostro è morto più tardi. Da allora si dedica allo sviluppo dei vaccini e delle cure contro le malattie quali il colera, e resta ucciso da uno straccione che temeva invece di star ricevendo un veleno. Con i suoi diari, il giovane Victor riprende il lavoro sulla creazione di un uomo perfetto, e riesce nell'impresa creando un mostro che, a differenza di quello di Waldman, non muore.
- William Hurt in Frankenstein (miniserie) (2004)

## De Lacey
De Lacey è un uomo importante dell'alta società della Parigi della fine del Settecento, e vive con i figli Felice e Agata (Felix e Agatha nella versione originale). La sua vita cambia quando un mercante di Costantinopoli che vive a Parigi viene condannato a morte per un crimine minore. Il turco ha una figlia, Safie, di cui Felice si innamora. Il giovane figlio di De Lacey riesce a far evadere di prigione il turco, che si reca in Italia, a Livorno, ma lotta per impedire le nozze tra la figlia e un cristiano.
L'intervento di Felice con la complicità di De Lacey viene scoperto, e il governo francese condanna il genitore e i figli alla prigione, nonostante il turco, in un secondo momento provi a riconsegnarsi alle autorità parigine e intercedere per loro. Dopo alcuni mesi di prigione, De Lacey e figli vengono rilasciati, privati delle loro fortune e condannati in esilio. Ormai cieco, trascorre la sua vita in un villaggio della Germania.
Un giorno si rifugia segretamente nel deposito della sua umile casa il mostro creato dalle ricerche di Victor Frankenstein, che ascoltando le loro conversazioni impara a parlare, a leggere, e scopre perfino la loro storia. Consapevole di essere orripilante, la creatura aiuta la famiglia di De Lancey consegnando loro, senza mai mostrarsi, la legna per l'inverno e ortaggi nei mesi di magra.
Quando il mostro si manifesta a De Lacey da solo, riesce a farsi benvolere dall'ormai anziano uomo, ma all'arrivo di Felice e Agata, accompagnati dalla ricongiunta Safie, viene scacciato con la forza. La famiglia De Lacey lascia la vecchia casetta di campagna, temendo nuovi avvistamenti del mostro.

### Interpretazioni
- Richard Briers in Frankenstein di Mary Shelley (1994). Nel romanzo parla al mostro dall'altro alto della porta di casa, nel film lo invita a entrare, gli tocca il viso dispiacendosi dell'aspetto sfregiato che riconosce ma lo tratta comunque amichevolmente.

## Robert Walton
Robert Walton è un ragazzo inglese che perde presto il padre e viene cresciuto, insieme alla sorella Margherita, dallo zio Tommaso. Si appassiona ai resoconti dagli esploratori e in particolare si incuriosisce molto del Polo Nord. Nonostante il divieto dello zio Tommaso spende le fortune ereditate dal padre arruolando una ciurma di marinai e impossessandosi di una nave, per fare poi rotta verso i ghiacci settentrionali, dove nessuno era mai stato prima.
Durante il suo viaggio, i ghiacci intrappolano la nave e i marinai protestano, ma il capitano vuole continuare l viaggio. Giorni dopo, al Polo Nord, seppure giuntovi a prezzo di grandi fatiche, ritrova Victor Frankenstein, affaticato e sofferente, il quale gli racconta di aver creato un mostro cucito da pezzi di carne rianimata, e dopo breve muore di febbre e spossatezza. Alla fine del romanzo, poco prima che Victor muoia, Walton vedendo gli uomini che soffrono per il freddo e si arrende e fa rotta per l'Inghilterra. Incontra di persona il mostro di Frankenstein, al quale rimprovera i suoi crimini e che accusa solo di essere dispiaciuto per non avere più Victor da tormentare. Il mostro lo contraddice, e, disperato per la morte del “padre”, annuncia di volersi uccidere, e sparisce tra i ghiacci.

### Interpretazioni
- Aidan Quinn in Frankenstein di Mary Shelley (1994)
- Donald Sutherland in Frankenstein (miniserie) (2004)